# マカサル文字

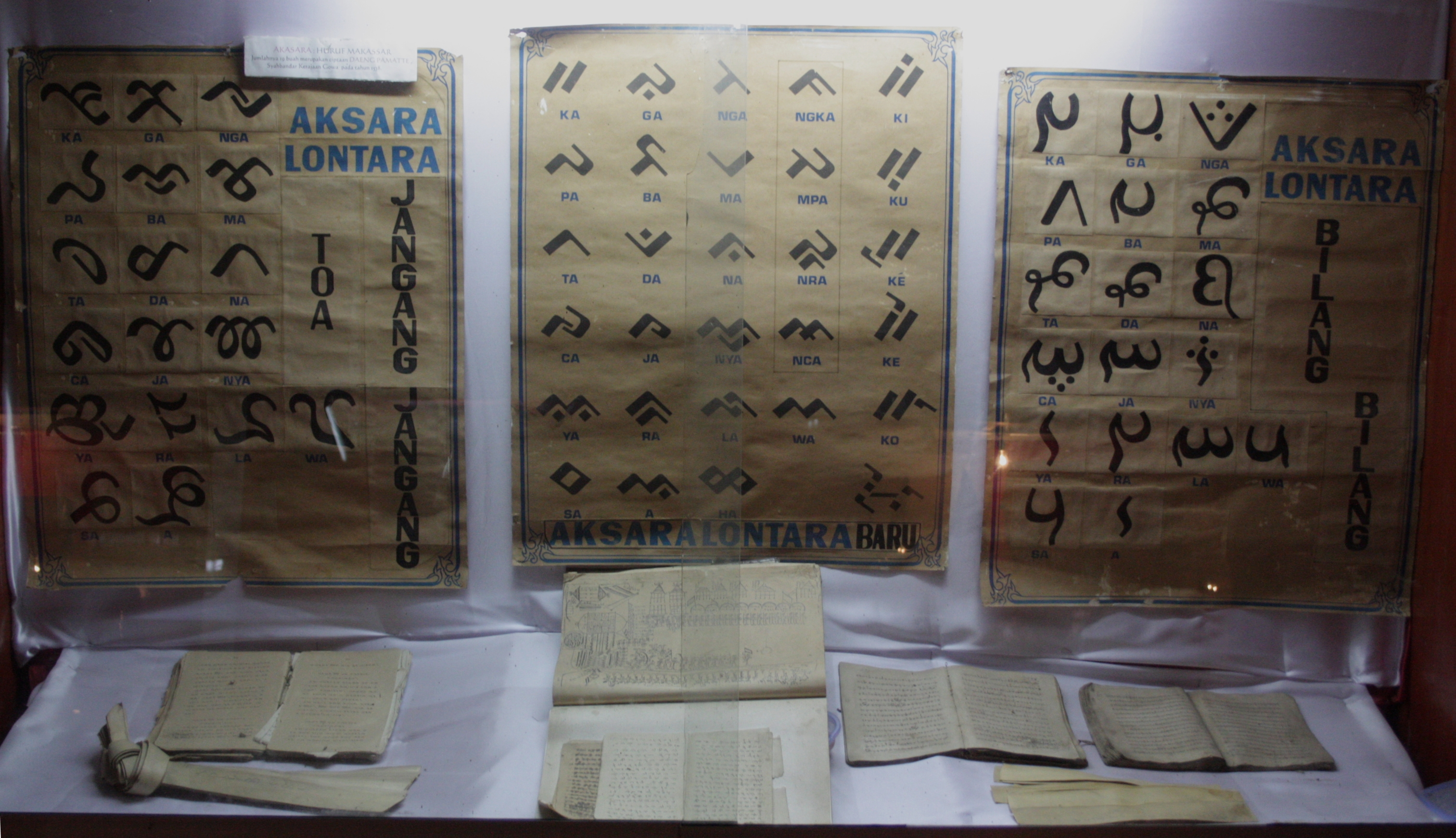
左がマカサル文字、中央がロンタラ文字、右はビラン・ビラン文字

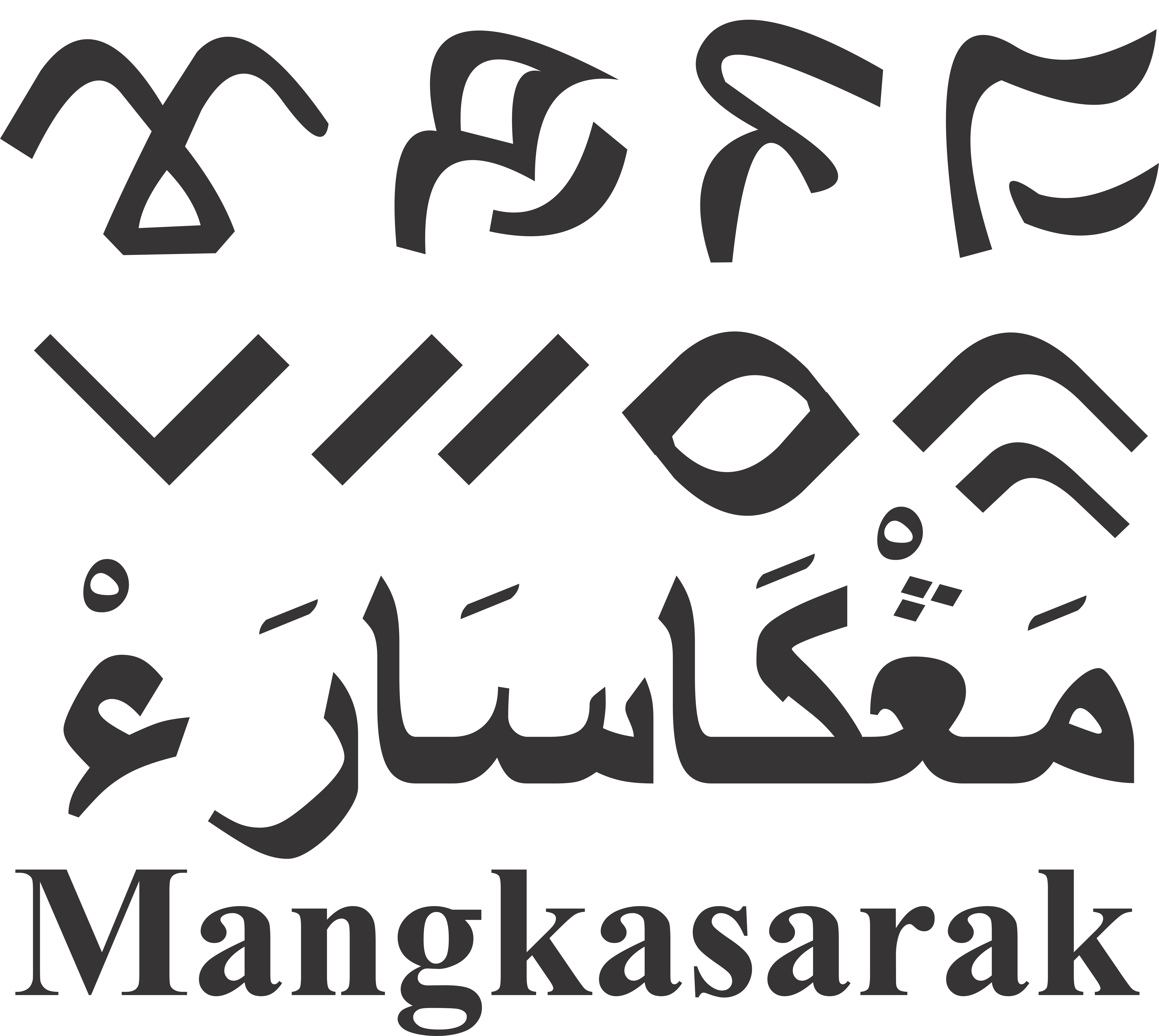
上からマカサル文字、ロンタラ文字、ジャウィ文字、ラテン文字でMangkasara'（マカッサル）と書いた例

マカサル文字あるいは古マカッサル文字（マカッサル語: ukiri' jangang-jangang「鳥の文字」）は、インドネシアのスラウェシ島南部（南スラウェシ州）で話されるマカッサル語のためにかつて使われていたブラーフミー系文字。左から右に書かれるアブギダである。

## 概要
普通「マカッサル文字」または「ロンタラ文字」と呼ばれるのはブギス文字と基本的に同じ文字であるが、ここでいうマカサル文字はそれと構造的には似ているが字形が異なっている。ロンタラ文字を読める者であってもマカサル文字は読めないという。
18の子音字（潜在母音aで終わる、ゼロ子音を含む）と、a以外に母音を変えるための4つの母音記号(i u e o)がある。ほかに踊り字のような省略書法のための記号や句読点がある。音節末子音は表記されない。
Stephen C Druceの意見では、マカッサルス文字が17世紀以前に使用されたかどうかはまだ議論されている。 このねじれた、曲がった、巻き毛の文字は、ヤシの葉の上に書くよりも紙にインクで書くのに適している。 したがって、マカッサル文字は、17世紀初頭に南スラウェシで紙が利用可能になった後、おそらくブギス文字から開発された改新文字だ。
最終的に、マカサル文字は徐々にブギス文字に置き換えられる。これは、マカッサル語の筆記者が「新しいロンタラ文字」と呼ぶこともある。 この変化は、ブギス族の強さの増加とともに、ゴワ王国の威信の低下によって影響を受けた可能性がある。 ゴワの影響が減少するにつれて、マカッサルの書記は公式の歴史的記録や日常の文書でマカサル文字を使用しなくなったが、マカッサルの文化的アイデンティティをブギスの影響と区別する試みとして特定の状況で使用されることもある。 これまでに知られているマカサル文字を含む最新の原稿は、19世紀のゴワトゥマイララン（首相）の日記であり、その文字形式は、ブギス文字から大きな影響を受けている。 19世紀の終わりまでに、マカサル文字の使用は完全にブギス文字に置き換えられた。

## Unicode
2018年のUnicodeバージョン11で追加多言語面のU+11EE0からU+11EFFまでにマカサル文字のためのブロックが追加された。
| Makasar |   |   |   |   |   |   |   |   |   |   |   |   |   |   |   |   |
|         | 0 | 1 | 2 | 3 | 4 | 5 | 6 | 7 | 8 | 9 | A | B | C | D | E | F |
| U+11EEx | 𑻠 | 𑻡 | 𑻢 | 𑻣 | 𑻤 | 𑻥 | 𑻦 | 𑻧 | 𑻨 | 𑻩 | 𑻪 | 𑻫 | 𑻬 | 𑻭 | 𑻮 | 𑻯 |
| U+11EFx | 𑻰 | 𑻱 | 𑻲 | 𑻳  | 𑻴  | 𑻵  | 𑻶  | 𑻷 | 𑻸 |   |   |   |   |   |   |   |